# 319-й отдельный вертолётный полк
319-й отдельный вертолётный Краснознамённый полк имени В. И. Ленина (сокр. 319 овп, в/ч 13984, до реформы в 2010 году — № 21240) — тактическое формирование Армейской авиации Российской Федерации.
Формирование находится в составе 11-й армии ВВС и ПВО Восточного военного округа с пунктом постоянной дислокации на аэродроме Черниговка в Приморском крае.

## История
Полк является одним из старейших в Вооружённых силах РФ. Ведёт историю от 1-й разведывательной авиаэскадрильи, сформированной в августе 1921 года из 35-го и 45-го разведотрядов с дислокацией на Ухтомском аэродроме в Подмосковье.
В 1924 году эскадрилья преобразована в 40-ю легкобомбардировочную с местом базирования в Липецке. В 1926 году переброшена в Спасск-Дальний. Эскадрилья участвовала в боевых действиях на Китайско-Восточной железной дороге.
В 1933 году авиаэскадрилью переименовывают в 29-ю легкобомбардировочную авиаэскадрилью имени В. И. Ленина на самолётах Р-5 и СБ.
В 1937 году формирование переименовывают в 59-ю скоростную бомбардировочную авиаэскадрилью с пунктом дислокации в селе Хвалынка под Спасском-Дальним.
5 сентября 1938 года эскадрилью преобразуют в 36-й скоростной бомбардировочный авиационный полк в селе Красный Кут. Позднее полк участвует в Хасанских боях, включая бой за сопку Заозёрную 6 августа 1938 года, где был сбит лётчик-наблюдатель 36-го сбап лейтенант Андрей Боровиков, погибший в ходе боя с окружившими его японцами и награждённый посмертно званием Герой Советского Союза. Всего полк потерял 3 самолёта. 26 лётчиков получили ордена, личный состав удостоен благодарности наркома обороны СССР.
Экипажи полка участвовали в советско-финской и Великой Отечественной войнах. В советско-японской войне авиаторы воевали на Пе-2. Семьдесят пять из них получили ордена и медали.
319-й отдельный вертолётный полк создан в 1960 году путём переформирования 36-го бомбардировочного авиационного полка. 19 сентября 1960 года 36-й бомбардировочный полк специального назначения переформирован в 319-й отдельный вертолётный полк на Ми-4 и Ми-6. 319-й отдельный транспортно-боевой вертолётный полк вошёл в состав 5-й общевойсковой армии Дальневосточного военного округа с пунктом постоянной дислокации на аэродроме Черниговка в Приморском крае.
22 февраля 1968 года 319-й отдельный вертолётный полк награждён орденом Красного Знамени.
В 1971 году полк оснастили вертолётами Ми-8 и Ми-24.
В декабре 1977 и декабре 1982 полк награждался вымпелами министра обороны.
319-й отдельный вертолётный полк выполнял боевые задачи в Демократической Республике Афганистан в период Афганской войны (1979—1989). В это время звания Героев Советского Союза удостоились Евгений Зельняков и Николай Ковалёв. Полк безвозвратно потерял 15 человек в Афганистане.
319-й отдельный вертолётный полк участвует в миротворческой операции на территории Республики Таджикистан и в Первой и Второй чеченских войнах.
В ходе реформы Вооружённых сил России 1 декабря 2010 года 319-й отдельный вертолётный полк переформировали в 575-ю авиационную базу армейской авиации 3-го командования ВВС и ПВО.
В 2017 году 575-ю авиационную базу армейской авиации переформировали обратно в 319-й отдельный вертолётный полк, вошедший в состав 11-й армии ВВС и ПВО.
С 2022 года полк участвует во вторжении на Украину. В 2023 году военнослужащий полка капитан Максим Кузьминов угнал вертолёт Ми-8АМТШ на территорию, подконтрольную Украине.